# Borszewice (przystanek kolejowy)
Borszewice – przystanek kolejowy (dawniej stacja kolejowa) w Borszewicach Kolejowych, w województwie łódzkim, w powiecie łaskim.

## Ruch pasażerski[1]
| Rok  | Wymiana pasażerska na dobę |
| ---- | -------------------------- |
| 2017 | 50-99                      |
| 2018 | 50-99                      |
| 2019 | 20-49                      |
| 2020 | 20-49                      |
| 2021 | 50-99                      |
| 2022 | 50-99                      |
| 2023 | 50-99                      |

## Połączenia
- Kalisz
- Łódź Kaliska
- Ostrów Wielkopolski
- Poznań Główny
- Częstochowa
- Sieradz
- Zduńska Wola